# Tokyo Kirigirisu
Singles de Yuki Maeda
Tokyo, Yoimachigusa
(2002) Sarasara no Kawa
(2004)
 Tokyo Kirigirisu  (東京きりぎりす) est le quatrième single de Yuki Maeda, sorti le 16 juillet 2003 au Japon sous le label zetima. C'est le premier disque de la chanteuse à sortir sous ce label, ses précédents étant sortis sous le label Teichiku. Étant un disque de genre musical enka apprécié des plus âgés, il sort dans divers formats, parfois dépassés : maxi-CD (12 cm), mini-CD (8 cm), et cassette audio. 
La chanson-titre figurera d'abord sur la compilation de fin d'année du Hello! Project Petit Best 4, puis six ans plus tard sur la compilation des singles de la chanteuse, Maeda Yuki Zenkyoku Shū ~Kenchana~ de 2009. La chanson en "face B", Kaeri Sobireta Furusato wa, figurera aussi sur cette dernière. Le clip vidéo de la chanson-titre figurera sur la version DVD du Petit Best 4.

## Liste des titres
1. Tokyo Kirigirisu  (東京きりぎりす?)
2. Kaeri Sobireta Furusato wa  (東京発　最終?)
3. Tokyo Kirigirisu (Original Karaoke) (... オリジナルカラオケ?)
4. Kaeri Sobireta Furusato wa (Original Karaoke) (... オリジナルカラオケ?)